# Porella variabilis
Porella variabilis är en mossdjursart som beskrevs av Androsova 1958. Porella variabilis ingår i släktet Porella och familjen Bryocryptellidae. Inga underarter finns listade i Catalogue of Life.